# 小行星7713
小行星7713（英語：7713 Tsutomu）是一颗围绕太阳公转的小行星。1995年12月17日，小林隆男在大泉町发现了此天体。
这颗小行星的绝对星等为259.26026等。